# Centrale nucléaire du Garigliano
La centrale nucléaire du Garigliano est une ancienne centrale nucléaire, qui était implantée sur le territoire de la commune de Sessa Aurunca, à proximité du fleuve Garigliano, dans la province de Caserte, en Campanie, dans l'Italie du sud.
C'était une centrale de type BWR, d'une puissance de 150 MWe. Elle a produit de l'électricité de 1964 jusqu'en 1982, date à laquelle elle a été déclassée, en raison de la politique de sortie du nucléaire civil du gouvernement italien de l'époque.